# Proceratium
Proceratium är ett släkte av myror. Proceratium ingår i familjen myror.

## Bildgalleri

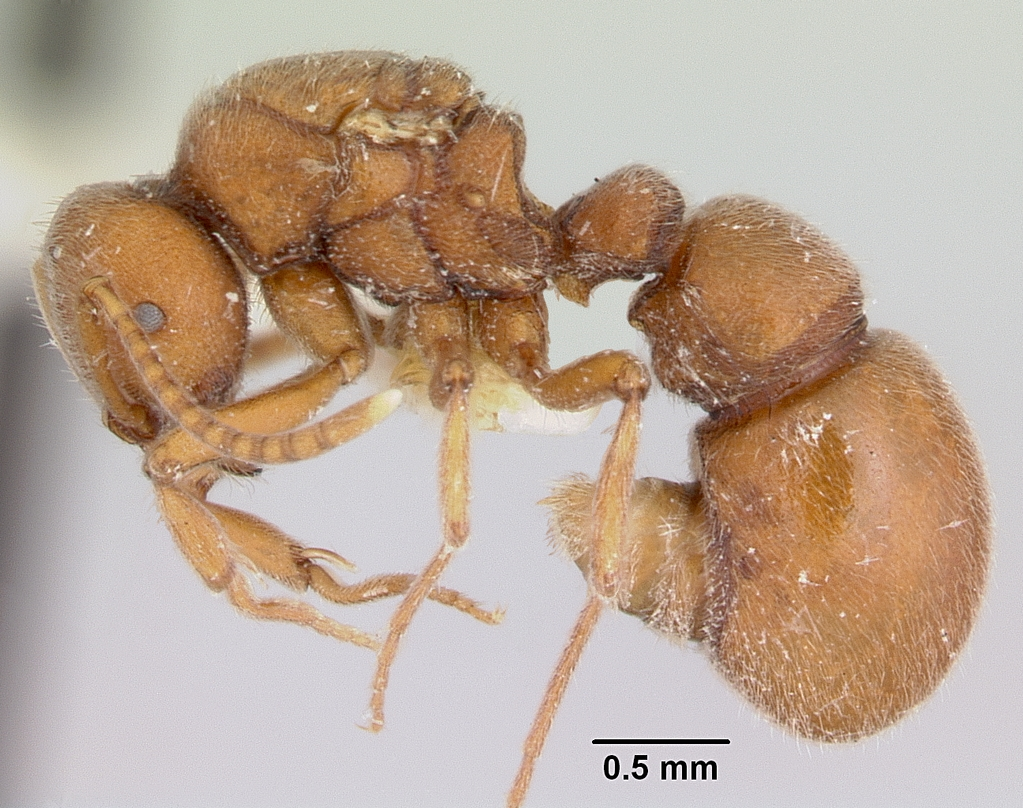

## Dottertaxa tillProceratium, i alfabetisk ordning[1]
- Proceratium algiricum
- Proceratium arnoldi
- Proceratium avium
- Proceratium boltoni
- Proceratium brasiliense
- Proceratium californicum
- Proceratium carinifrons
- Proceratium compitale
- Proceratium croceum
- Proceratium deelemani
- Proceratium denticulatum
- Proceratium diplopyx
- Proceratium goliath
- Proceratium google[2]
- Proceratium itoi
- Proceratium japonicum
- Proceratium lombokense
- Proceratium longigaster
- Proceratium lunatum
- Proceratium melinum
- Proceratium micrommatum
- Proceratium numidicum
- Proceratium papuanum
- Proceratium pergandei
- Proceratium relictum
- Proceratium silaceum
- Proceratium stictum
- Proceratium terroni
- Proceratium tio
- Proceratium toschii
- Proceratium watasei